# Prästens badkar

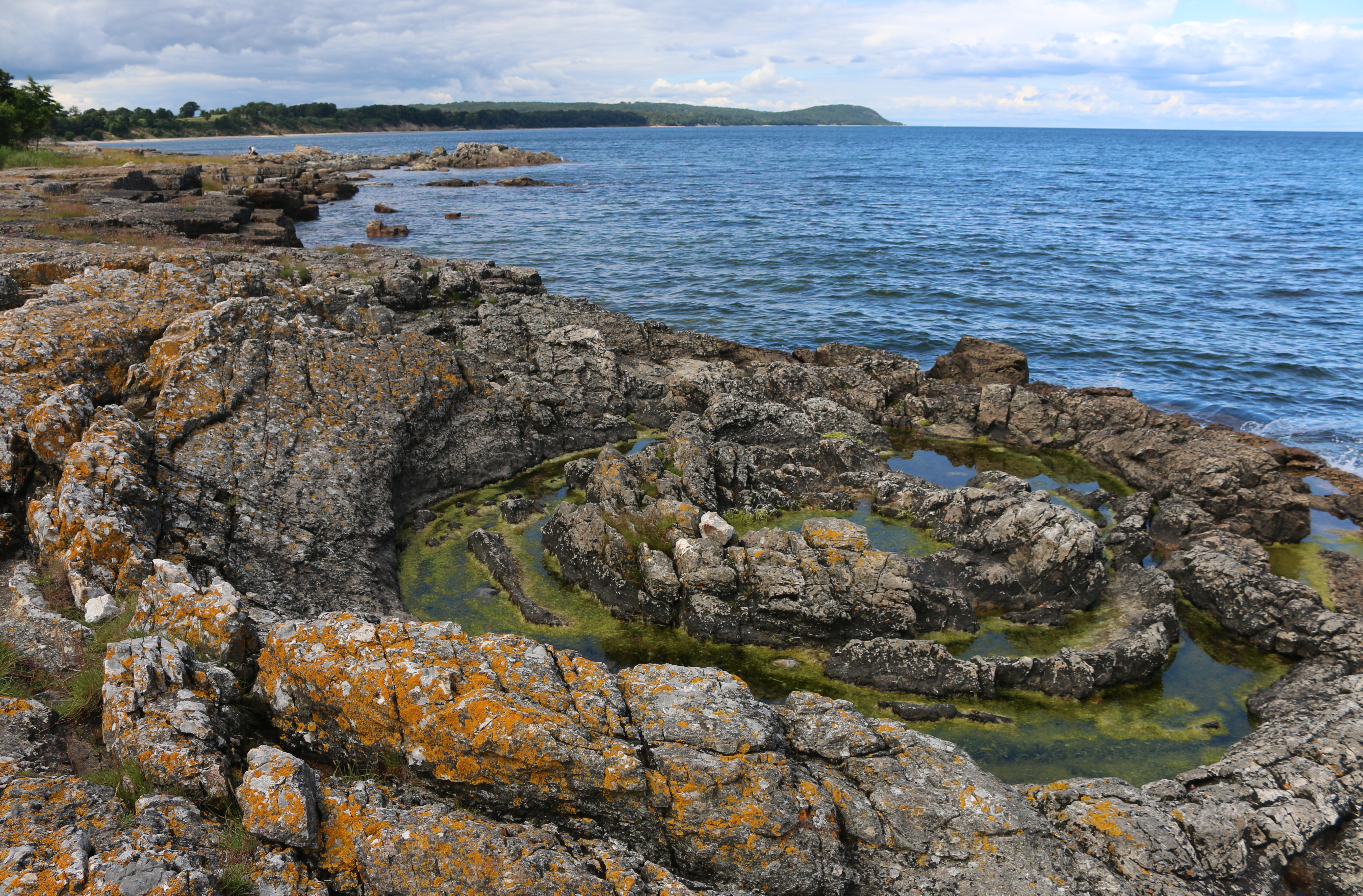
Prästens badkar, söder om Viks fiskeläge.

Prästens badkar är en sandvulkanisk formation, en så kallad trattsänka, som ligger strax söder om Viks fiskeläge i Simrishamns kommun. Formationen är troligen en så kallad sandvulkan som bildats då en artesisk källa har trängt upp vatten på en havsbotten för omkring 500 miljoner år sedan. Innan sanden hårdnat helt till sten har vulkankäglan kollapsat ner i sig självt. På Österlen finns omkring 100 sådana "badkar", men den enda synliga är denna vid Vik, som därför kan studeras i detalj. 
Sandstenen kring badkaret är synnerligen rik på spårfossilet Diplocraterion parallelum som framträder tydligt på hällarnas yta. Dessa spår kallas i folkmun för "kråksparkar".
Namnet Prästens badkar har genom tiderna förväxlats med namnet Rosen. Formationen heter egentligen Rosen, inte Prästens badkar. Prästens badkar är en vattenfylld häll, vid en klippa som ser ut som en predikstol med trappsteg. Det lär vara här som prästen från Östra Vemmerlöv en gång badade i början av förra seklet. Predikstolen med badkar ligger ca 100 meter norr om Rosen.

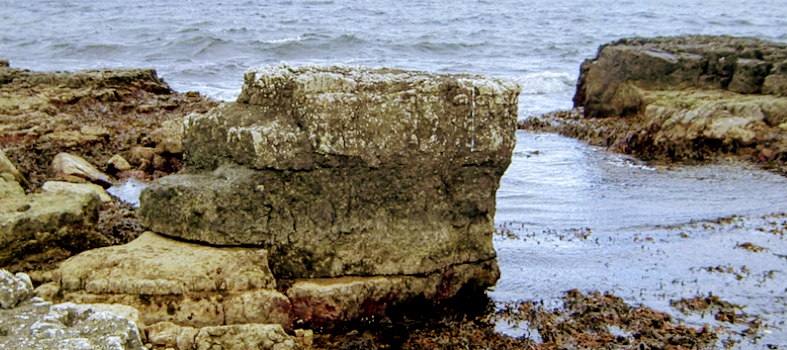
Prästens badkar med predikstol